# 行進圓號
行進圓號（Mellophone），通常在行進樂隊和鼓號樂隊用來代替法國號的F調銅管樂器。被代替的原因主要是號口向前（取代法國號號口往後），可避免在吹奏或合奏時，因戶外環境導致聲音分散或時間差。此外，音準方面只需要各自調整調音管，不需要像法國號必須使用右手放至號口來調整音準。
在合奏的部份，由於主要使用於室外音樂，除了鼓號樂隊之外，沒有太多的獨奏譜或重奏譜。
由于行进圆号是代替法国号在步操军乐中应用，因此是移调乐器，记谱比实际音高纯五度。

## 特徵
現今行進圓號有三鍵，如同小號或是柔音號用右手按按鍵，但樂器的調性的F調，故吹奏的音比小號(Bb調)低了四度音。
泛音列的頻率比法國號低了八度，所以吹奏行進圓號只需要適應低八度演奏法國號的指法，和其他Bb銅管樂器相同。
號口的方向，加上大量減少法國號的長管，使得行進圓號像個大尺寸的小號
事實上許多行進圓號演奏都使用如小號吹嘴般的吹嘴，聲音比較明亮，接近小號的音色。
而法國號演奏者則也可使用圓錐狀(漏斗狀)的吹嘴接在轉接頭，解決行進圓號後管比較大的問題，也帶給樂器接近法國號柔軟、溫暖的音色。

## 外部連結
- Mellophone fingering chart （页面存档备份，存于）